# フォルモーサ (アルゼンチン)
フォルモーサ(スペイン語: Formosa)は、アルゼンチン北部のフォルモーサ州の州都。フォルモーサ州の南東部に位置し、パラグアイ川の河岸にある。2010年の国勢調査による人口は234,354人である。
フォルモーサはフォルモーサ州における製品加工産業の拠点である。パラグアイ川はアルゼンチンとパラグアイの国境線を形成しており、約120km上流にはパラグアイの首都アスンシオンがある。河川は州内の生産物の最大輸送手段である。

## 歴史

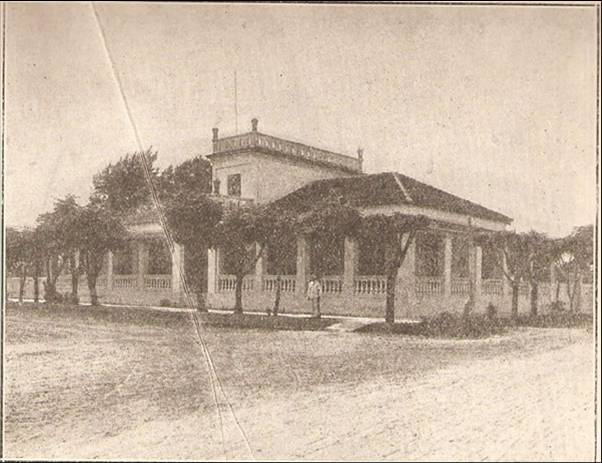
かつての州知事の邸宅は、現在はフォルモーサ歴史博物館となっている

この地域にはトバ族とウィチ族（マターコ）という先住民族が住んでいた。1879年4月8日にはルイス・ホルヘ・フォンターナ司令官が入植地を建設し、1884年から州に昇格する1955年6月15日まではチャコ準州の州都だった。1988年にはアルゼンチン国立北東大学のフォルモーサキャンパス(国立フォルモーサ大学)が設立された。
市名と州名はスペイン語のfermosa（「美しい」という意味、現在はhermosa）に由来している。16世紀のスペイン人水夫の間では、パラグアイ川が湾曲している一帯をブエルタ・フェルモーサ(Vuelta Fermosa)やブエルタ・ラ・フォルモーサ(Vuelta la Formosa)（いずれも「美しい湾曲」という意味）と表現した。水夫たちは伝説のシエーラ・デル・プラータ（銀の山）を探し求めていた。台湾はアルゼンチンのほぼ対蹠地に相当するが、偶然にも台湾はかつてフォルモーサ（ポルトガル語のFormosa、アルゼンチンの州・都市と同スペル）と呼ばれていた。イギリス人小説家のグレアム・グリーンは自身の作品『叔母との旅』でフォルモーサに言及している。

## 文化

### アート
パラグアイ川の対岸はパラグアイであるため、フォルモーサの文化はアルゼンチンの首都ブエノスアイレスの港町文化よりもパラグアイのそれに近い。若者はコスタネーラと呼ばれる最近改修されたパラグアイ川沿いの散策路でくつろぐが、コスタネーラにはアート作品が展示されており、ファストフード店、屋台、クラブなどを特色としている。フォルモーサの有名な文化芸術施設としては、コンプ・トバ工芸美術館、オスカール・アルベルタッシ美術院などがある。

### 観光
1970年代以来、冬期の観光目的地としてフォルモーサの国内観光業が成長し、2002年にペソの平価切り下げが行なわれると外国人客が増加した。フォルモーサには5つ星ホテルが1軒（国際観光ホテル）と4つ星ホテルが4軒あったが、2011年7月には2軒目となる5つ星ホテル（ハワード・ジョンソン・ネオ・フォルモーサ）が竣工し、併設されたカジノとショッピングギャラリーを特色としている。カルメン大聖堂、市庁舎、トレージ植物園、フォルモーサ州歴史博物館、フアン・パブロ・ドゥファルド歴史博物館、エスタディオ・センテナリオ（サッカー競技場）、グアイコーレ動物保護区、パラグアイ川の河岸、オロ島、ホセ・デ・サン・マルティンの名を冠した中央広場などの名所がある。

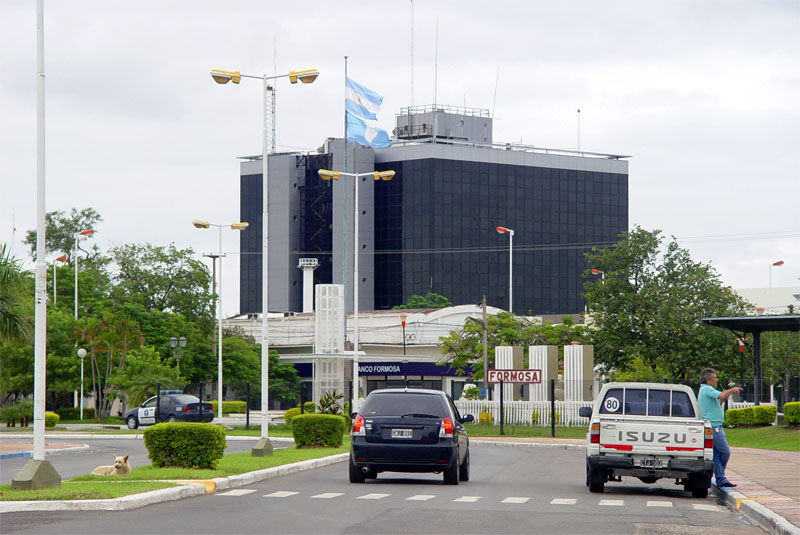
フォルモーサ州政府庁舎
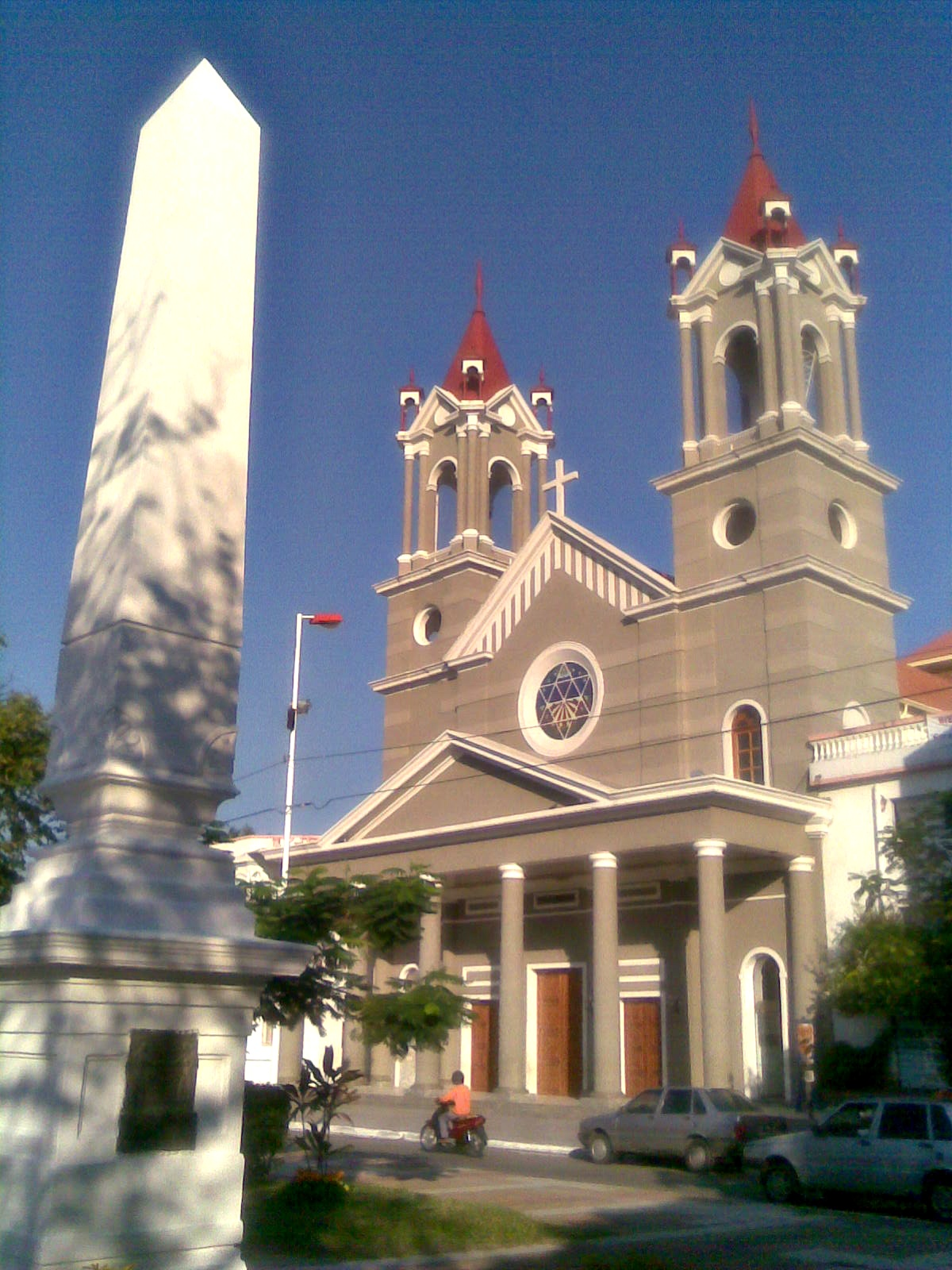
カルメン大聖堂
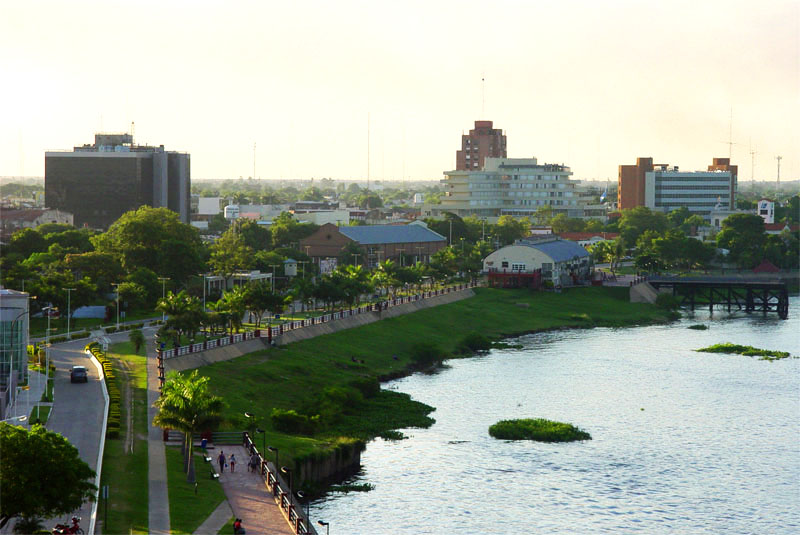
川沿いの散策路

### フェスティバル
毎年7月16日の祝祭日には市の守護聖人であるカルメンを祝う。中心部のサン・マルティン広場で伝統的なペリコンダンス（アルゼンチンの軽快な民族舞踊）を用いた祝賀行事が行なわれ、食べ物からゴム風船まであらゆる物の露店が並ぶ。毎年11月には川祭りが、毎年2月の週末には謝肉祭が、毎年4月にはフォルモーサ財団のフェスティバルが行なわれる。

## 交通
首都ブエノスアイレスからは約1200kmの距離にあり、国道11号線が通じている。市街地から7kmの距離には1,800mの滑走路を持つエル・プク空港（フォルモーサ国際空港）があり、アルゼンチン航空がブエノスアイレスのホルヘ・ニューベリー空港との間に定期便を運航している。ボーイング757のような中型ジェット旅客機が使用される。2007年には1,547回のフライトが行なわれ、45,653人の乗客を運んだ。

## 気候

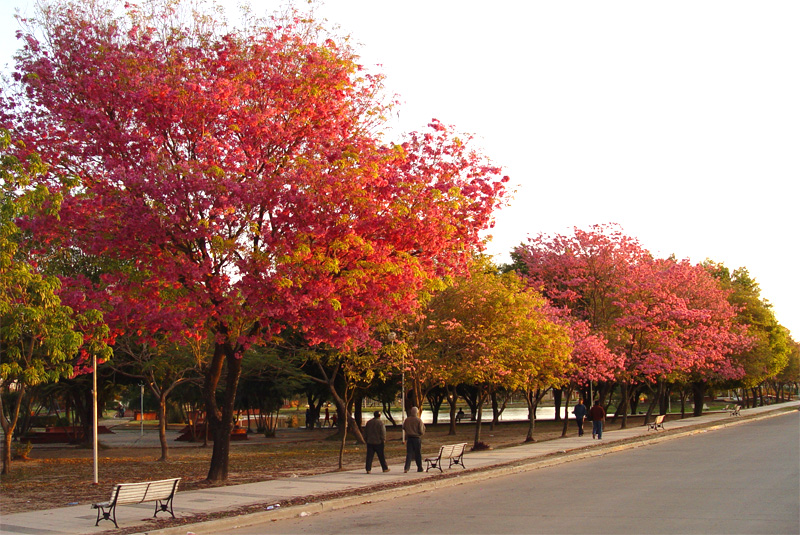
公園のノウゼンカズラ

フォルモーサは温暖湿潤気候であり、ケッペンの気候区分ではCfaとなる。アルゼンチンでもっとも湿潤で温暖な地域のひとつである。概して冬は過ごしやすく、霜が降りることは稀である。夏は湿度が高く暑い。毎年夏には気温は35度を越し、強い熱波が来ると40度を超す。夏は長く、暑く、べたつき、ほとんどの日は30度から35度となるが、38度まで上がることも普通である。夏の夜は20度から25度となることが多い。4月末にはようやく涼しくなり、冬はとても過ごしやすい。最高気温の平均は22度であり、最低気温の平均は12度である。特に市の郊外では、川から遠ざかった場所でも軽い霜が降りることがあるが、気温が0度以下になる年は何年かに一度である。通常は夏がもっとも湿気の多い季節だが、年間を通じて降水がある。頻繁な稲妻を伴う激しい雷雨、突風や豪雨に見舞われることもある。
| フォルモーサの気候                                       | フォルモーサの気候 | フォルモーサの気候 | フォルモーサの気候 | フォルモーサの気候 | フォルモーサの気候 | フォルモーサの気候 | フォルモーサの気候 | フォルモーサの気候 | フォルモーサの気候 | フォルモーサの気候 | フォルモーサの気候 | フォルモーサの気候 | フォルモーサの気候 |
| 月                                                       | 1月                | 2月                | 3月                | 4月                | 5月                | 6月                | 7月                | 8月                | 9月                | 10月               | 11月               | 12月               | 年                 |
| -------------------------------------------------------- | ------------------ | ------------------ | ------------------ | ------------------ | ------------------ | ------------------ | ------------------ | ------------------ | ------------------ | ------------------ | ------------------ | ------------------ | ------------------ |
| 最高気温記録 °C （°F）                                   | 41.0 (105.8)       | 40.0 (104)         | 42.0 (107.6)       | 37.2 (99)          | 34.0 (93.2)        | 32.3 (90.1)        | 34.1 (93.4)        | 35.5 (95.9)        | 38.0 (100.4)       | 40.6 (105.1)       | 42.0 (107.6)       | 43.5 (110.3)       | 43.5 (110.3)       |
| 平均最高気温 °C （°F）                                   | 33.5 (92.3)        | 32.8 (91)          | 31.9 (89.4)        | 27.3 (81.1)        | 24.3 (75.7)        | 21.5 (70.7)        | 21.9 (71.4)        | 24.2 (75.6)        | 25.2 (77.4)        | 28.8 (83.8)        | 30.8 (87.4)        | 32.6 (90.7)        | 27.9 (82.21)       |
| 日平均気温 °C （°F）                                     | 27.5 (81.5)        | 26.8 (80.2)        | 25.6 (78.1)        | 22.3 (72.1)        | 19.3 (66.7)        | 16.3 (61.3)        | 16.4 (61.5)        | 18.1 (64.6)        | 19.2 (66.6)        | 22.9 (73.2)        | 25.0 (77)          | 26.5 (79.7)        | 22.16 (71.88)      |
| 平均最低気温 °C （°F）                                   | 22.4 (72.3)        | 21.9 (71.4)        | 20.6 (69.1)        | 18.5 (65.3)        | 15.2 (59.4)        | 12.1 (53.8)        | 12.1 (53.8)        | 13.4 (56.1)        | 14.2 (57.6)        | 17.5 (63.5)        | 19.9 (67.8)        | 21.1 (70)          | 17.41 (63.34)      |
| 最低気温記録 °C （°F）                                   | 12.6 (54.7)        | 11.0 (51.8)        | 9.0 (48.2)         | 5.5 (41.9)         | 0.5 (32.9)         | −0.3 (31.5)        | −2.3 (27.9)        | 0.2 (32.4)         | 1.7 (35.1)         | 5.3 (41.5)         | 8.0 (46.4)         | 9.1 (48.4)         | −2.3 (27.9)        |
| 降水量 mm （inch）                                       | 156.2 (6.15)       | 120.6 (4.748)      | 151.7 (5.972)      | 212.5 (8.366)      | 115.3 (4.539)      | 75.7 (2.98)        | 55.5 (2.185)       | 61.8 (2.433)       | 102.2 (4.024)      | 108.4 (4.268)      | 202.3 (7.965)      | 136.2 (5.362)      | 1,498.4 (58.992)   |
| 平均降水日数                                             | 10                 | 9                  | 9                  | 11                 | 8                  | 8                  | 7                  | 7                  | 8                  | 9                  | 10                 | 8                  | 104                |
| % 湿度                                                   | 72                 | 75                 | 75                 | 82                 | 81                 | 82                 | 78                 | 75                 | 73                 | 71                 | 72                 | 70                 | 75.5               |
| 平均月間日照時間                                         | 279.0              | 237.3              | 229.4              | 201.0              | 201.5              | 171.0              | 192.2              | 179.8              | 186.0              | 232.5              | 255.0              | 282.1              | 2,646.8            |
| 出典1：Servicio Meteorológico Nacional (1981-1990)       |                    |                    |                    |                    |                    |                    |                    |                    |                    |                    |                    |                    |                    |
| 出典2：Hong Kong Observatory (sun only), NOAA (extremes) |                    |                    |                    |                    |                    |                    |                    |                    |                    |                    |                    |                    |                    |